# Adlitz (Marloffstein)
Adlitz (ostfränkisch Mallads) ist ein Gemeindeteil der Gemeinde Marloffstein im Landkreis Erlangen-Höchstadt (Mittelfranken, Bayern). Die Gemarkung Adlitz hat eine Fläche von 1,469 km². Sie ist in 511 Flurstücke aufgeteilt, die eine durchschnittliche Flurstücksfläche von 2874,07 m² haben. In ihr liegt neben dem namensgebenden Ort der Gemeindeteil Schneckenhof.

## Geographie
Das Dorf liegt am nördlichen Hang des Höhenzuges von Rathsberg nach Marloffstein. Unmittelbar ist der Ort von Acker- und Grünland umgeben. Etwas weiter westlich und östlich befinden sich Waldgebiete, das östliche wird Bergholz genannt. Durch diese Waldgebiete fließen zwei namenlose Bäche, die in Richtung Norden als linke Zuflüsse in den Schlangenbach münden. Der westliche Bach speist die Schwanenweiher. Die Staatsstraße 2242 verläuft nach Marloffstein (1,25 km südlich) bzw. nach Langensendelbach (1,25 km nördlich). Gemeindeverbindungsstraßen verlaufen nach Atzelsberg zur Kreisstraße ERH 7 (1,5 km südwestlich) und nach Schneckenhof (0,5 km nordwestlich).

## Geschichte
Im Jahre 1348 wurde der Ort als „Adlotz“ erstmals urkundlich erwähnt. Dem Ortsnamen liegt der Personenname Adelolt zugrunde. Da ein Grundwort wie –hof oder –bach fehlt, war die Form zu dem Adelolt (seinen Hof) gebräuchlich, die zu Madlotz verschliffen wurde (im 14. Jahrhundert erstmals bezeugt). Beide Formen waren über die Jahrhunderte gebräuchlich, die Variante hat sich in der Mundart durchgesetzt.
Der Ort wurde wohl um 1100 von den Reichsministerialen von Gründlach gegründet. Spätestens im 14. Jahrhundert beanspruchten die Dienstleute der Gründlacher, die Ritter von Strobel, deren lehnsherrlichen Ansprüche. Dagegen klagte die Burggrafschaft Nürnberg mit Erfolg. So wurde Adlitz burggräfliches und – in der Rechtsnachfolge – ein markgräfliches Lehen, das zunächst den Strobels aufgetragen wurde. Neben den Strobels hatte auch das Hochstift Bamberg grundherrliche Ansprüche. Im Bamberger Urbar von 1348 wurde ein Zehnt in Adlitz verzeichnet. Die Grundherren des markgräflichen Komplexes (1502: ein Schloss und zwei Höfe) wechselten häufig (s. Schloss Adlitz). 1799 gab es im Ort sieben Untertansfamilien, wovon sechs brandenburg-bayreuthisch waren, eine Familie war bambergisch. Auf die Hohe und Niedere Gerichtsbarkeit wie auch auf die Zehnt erhoben gleichermaßen das brandenburg-bayreuthische Oberamt Baiersdorf wie auch das bambergische Centamt Neunkirchen Ansprüche, was zu dauerhaften rechtlichen Auseinandersetzungen führte. Eine Folge war die Ausraubung und Brandschatzung im Jahre 1552 während des Zweiten Markgrafenkrieges.
Von 1797 bis 1810 unterstand der Ort dem Justiz- und Kammeramt Erlangen. Im Rahmen des Gemeindeedikts wurde Adlitz 1813 dem Steuerdistrikt Uttenreuth zugeordnet. 1818 entstand die Ruralgemeinde Adlitz, zu der Schneckenhof gehörte. Sie war in Verwaltung und Gerichtsbarkeit dem Landgericht Erlangen zugeordnet und in der Finanzverwaltung dem Rentamt Erlangen (1919 in Finanzamt Erlangen umbenannt). Ab 1862 gehörte Adlitz zum Bezirksamt Erlangen (1939 in Landkreis Erlangen umbenannt), die Gerichtsbarkeit lag beim im gleichen Jahr gebildeten Stadt- und Landgericht Erlangen (1879 in das Amtsgericht Erlangen umgewandelt). Die Gemeinde hatte 1964 eine Gebietsfläche von 1,475 km².
Am 1. Mai 1978 wurde Adlitz im Zuge der Gebietsreform in Bayern nach Marloffstein eingegliedert.
Der Biergarten „Nussbaumkeller“ des Gasthauses „Zur Ludwigshöhe“ mit seiner weiten Aussicht in die Fränkische Schweiz gilt als beliebtes Ausflugsziel.

### Schloss Adlitz

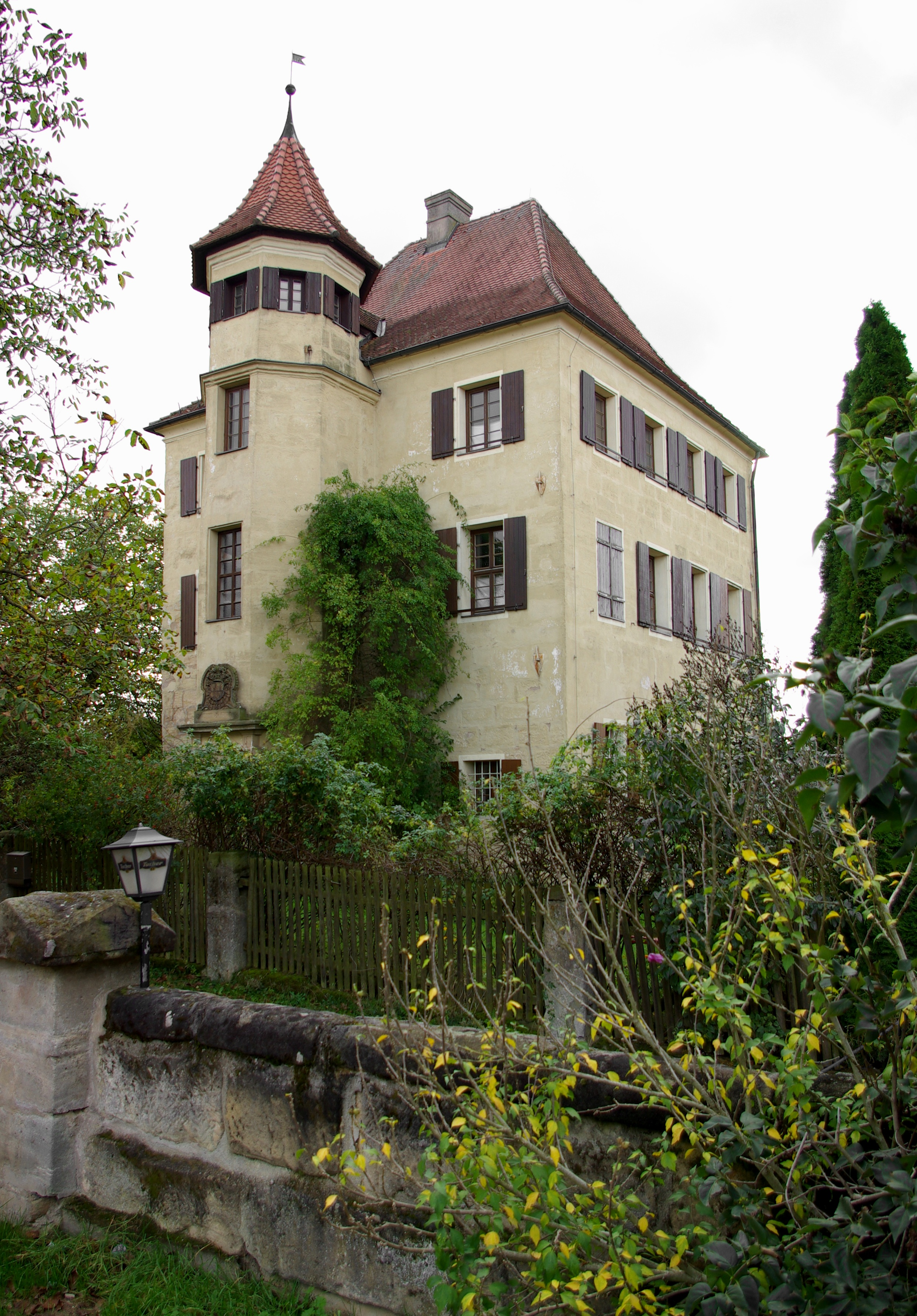
Schloss Adlitz

Das Schlösschen, ein dreigeschossiger turmähnlicher Quaderbau, ist aufgrund seiner exponierten Lage weithin sichtbar. Über der Tür am mit einem Spitzhelm bedeckten achteckigen Treppenturm befindet sich noch heute das Wappen der Familie von Eichler von Auritz.
Zeitlinie der Lehnsnehmer/Schlossbesitzer und bauliche Veränderungen (unvollständig)
- 1504 erste Erwähnung

1552 im Zweiten Markgrafenkrieg ausgeraubt und gebrandschatzt
- 1592 an Hans Philipp von Seckendorff übergeben[15]
- 1607 von der markgräflich fürstlichen Lehenskammer wieder eingezogen[15]

1632 im Dreißigjährigen Krieg (1618–1648) erneut verwüstet
- 1648 Veit Joachim von Jaxheim[14]
- 1660–1692 Familie Haller von Raitenbuch (Verkauf durch Christoph Ludwig Haller von Raitenbuch)[14][15]
- 1692–1763 Familie von Stauff[14]

1718 Erneuerung des Gebäudes
- 1789–1798 Carl Wilhelm Friedrich Freiherr Eichler von Auritz, Oberhofmarschall und Geheimer Rat in Ansbach[14]

1790 Instandsetzung und Umbau des Schlosses, Anbringen des Familienwappens über der Türe am Treppenturm
- 1799 Allodialisierung (inklusive Rittergut) und seither in bürgerlicher Hand[16]
- 1814–1870 Erlanger Hofkonditor Johann Franz Wießner[15]
- 1870 Familie Eger aus Schneckenhof[15]
- 1934–ca. 1939 war im Schloss eine Jugendherberge untergebracht.[15]
- 1961 Firma Schultheis[15]
- 1974 Verkauf durch Hans Regenfuß aus Adlitz an den Erlanger Wolf Eike Gellinek[15]

1976–82 aufwendige Sanierung, da akut vom Einsturz bedroht
Das Schloss ist auch heute noch im Privatbesitz und kann nur von außen besichtigt werden. Seine gelegentliche Nutzung für Kulturveranstaltungen musste 2016 aufgrund von Problemen mit dem Brandschutz eingestellt werden.

### Baudenkmäler
- Haus Nr. 1: Schloss Adlitz
- Haus Nr. 17: Kleinhaus

### Historische Ansichten

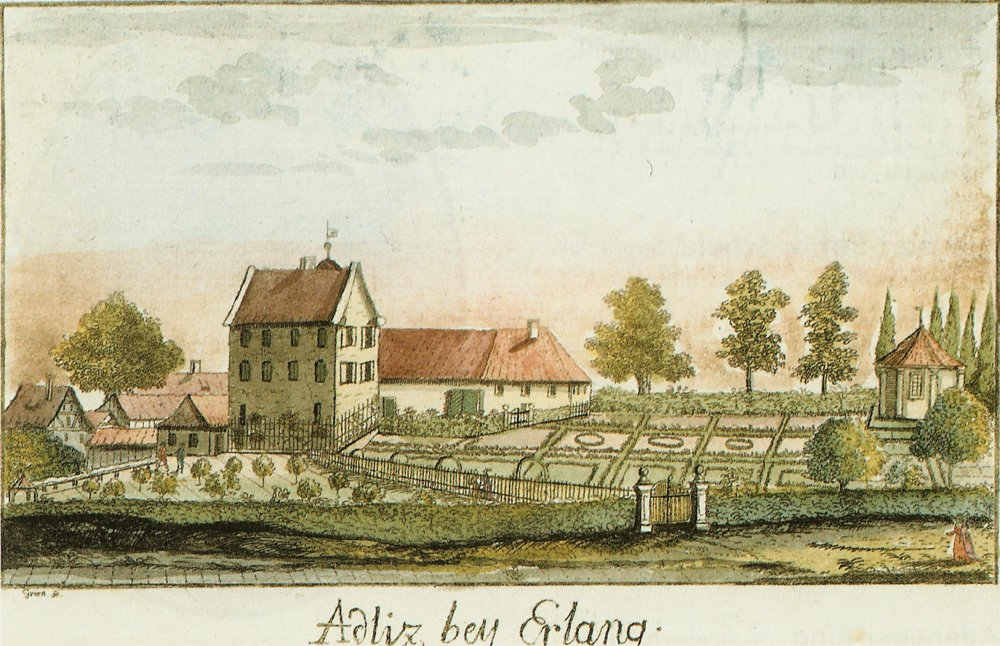
Adlitz um 1790

### Einwohnerentwicklung
Gemeinde Adlitz
| Jahr      | 1818   | 1840   | 1852   | 1855   | 1861   | 1867   | 1871   | 1875   | 1880   | 1885   | 1890   | 1895   | 1900   | 1905   | 1910   | 1919   | 1925   | 1933   | 1939   | 1946   | 1950   | 1952   | 1961   | 1970   |
| Einwohner | 87     | 162    | 165    | 153    | 148    | 150    | 147    | 126    | 142    | 142    | 124    | 110    | 101    | 112    | 127    | 116    | 116    | 128    | 126    | 176    | 151    | 149    | 162    | 160    |
| Häuser    | 17     | 20     |        |        |        |        | 25     |        |        | 24     | 23     |        | 22     |        |        |        | 25     |        |        |        | 26     |        | 28     |        |
| Quelle    | [ 10 ] | [ 19 ] | [ 20 ] | [ 20 ] | [ 21 ] | [ 22 ] | [ 23 ] | [ 24 ] | [ 25 ] | [ 26 ] | [ 27 ] | [ 20 ] | [ 28 ] | [ 20 ] | [ 29 ] | [ 20 ] | [ 30 ] | [ 20 ] | [ 20 ] | [ 20 ] | [ 31 ] | [ 20 ] | [ 12 ] | [ 32 ] |

Ort Adlitz
| Jahr      | 001818 | 001840 | 001861 | 001871 | 001885 | 001900 | 001925 | 001950 | 001961 | 001970 | 001987 | 002016 | 002023 |
| Einwohner | 69     | 133    | 148    | 120    | 119    | 82     | 104    | 122    | 140    | 144    | 162    | 195 *  | 199 *  |
| Häuser    | 13     | 16     |        |        | 20     | 19     | 21     | 23     | 25     |        | 44     |        |        |
| Quelle    | [ 10 ] | [ 19 ] | [ 21 ] | [ 23 ] | [ 26 ] | [ 28 ] | [ 30 ] | [ 31 ] | [ 12 ] | [ 32 ] | [ 33 ] |        | [ 1 ]  |

## Religion
Der Ort ist römisch-katholisch geprägt und bis heute nach St. Peter und Paul (Langensendelbach) gepfarrt. Die Einwohner evangelisch-lutherischer Konfession sind nach St. Nikolaus (Baiersdorf) gepfarrt.